# Leisse
Pour l’article ayant un titre homophone, voir Lesse.
La Leisse est une rivière du département de la Savoie sous-affluent du Rhône par le Doron de Termignon, l'Arc dans la vallée de la Maurienne, et l'Isère.

## Toponymie
Le toponyme Leisse trouve son origine dans une dérivation du nom Axia avec agglutination de l'article, signifiant « eau, couler, mouiller, etc. »,,.
Jean-Jacques Vernier cite la mention aqua quae dicitur Lessia datant de 1234 dans son Dictionnaire topographique de la Savoie. En 1935, c'est sous la forme La Leysse qu'on la retrouve.

## Géographie
La longueur de son cours d'eau est de 11,4 km. Elle prend sa source aux environs du col de la Leisse, qui conduit à Tignes sur l'autre versant.
Les principaux sommets qui bordent ses flancs sont la Grande Casse (3 855 mètres), la Grande Motte (3 653 mètres) et la Pointe de la Sana (3 436 mètres). La vallée est parcourue par le GR 55 "Via Alpina" et le GR 5 en sa basse vallée.
La Leisse coule au cœur du massif et du parc national de la Vanoise. Après son confluent avec la Rocheure, elle prend le nom de Doron de Termignon et se jette dans l'Arc à Termignon même.

## Les refuges de Leisse
Deux refuges gérés par le Parc national de la Vanoise se trouvent dans le vallon de la Leisse :
- le refuge de la Leisse
- le refuge Entre-Deux-Eaux, au confluent avec la Rocheure, sur la route du col de la Vanoise

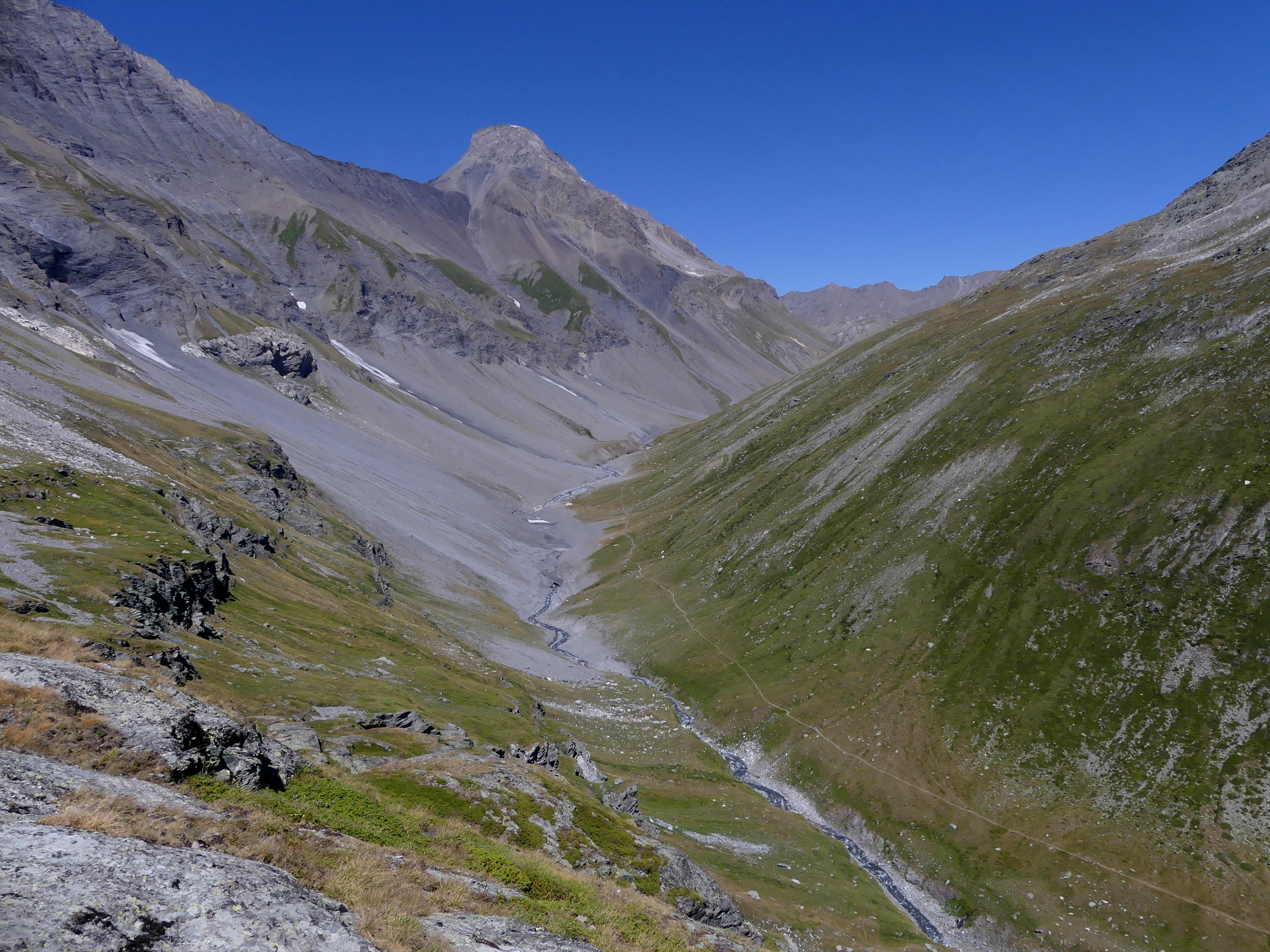
Le vallon de la Leisse et la Grande Motte.
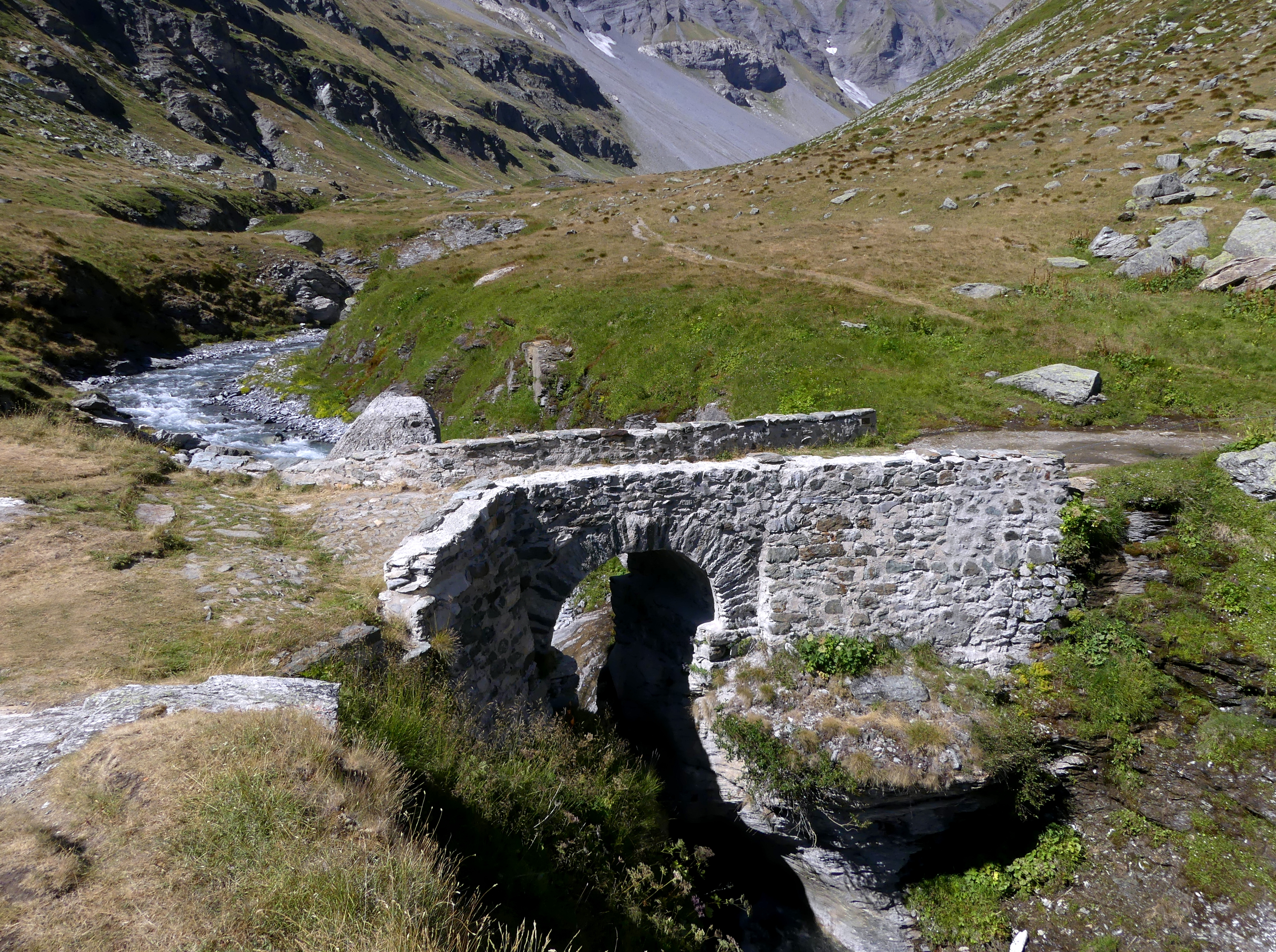
Pont de Croé-Vie (« passage étroit »).
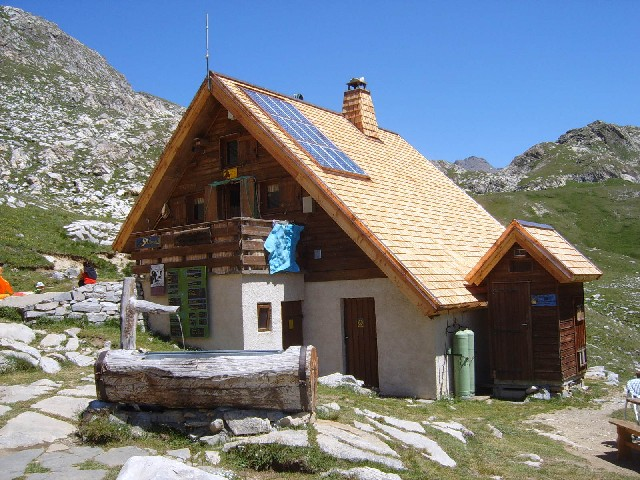
Refuge de la Leisse.
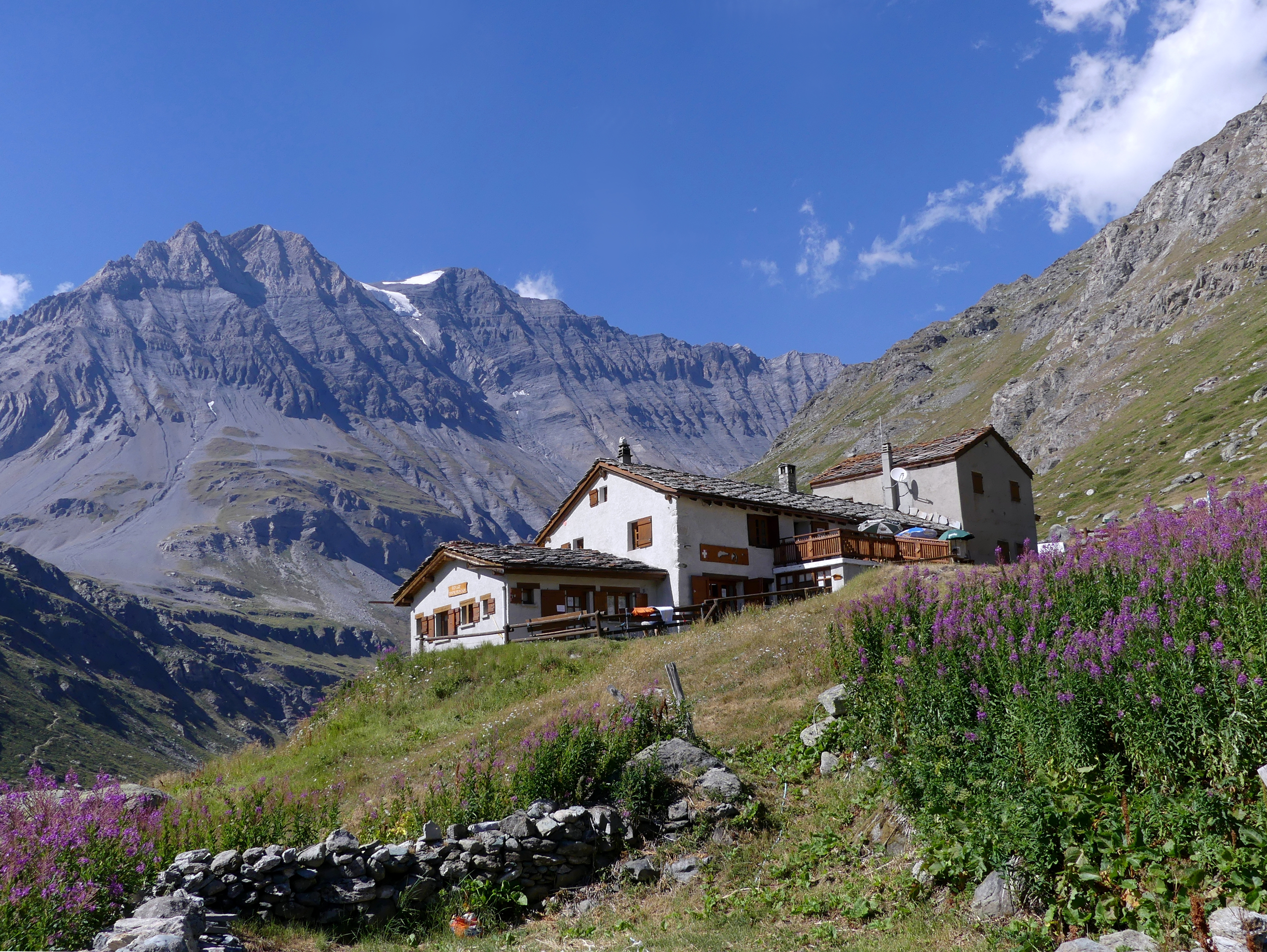
Refuge Entre-Deux-Eaux et Grande Casse.